# مرگ خانم مک‌گینتی
مرگ خانم مک‌گینتی با نام اصلی مرده خانم مک‌گینتی(به انگلیسی: Mrs. McGinty's Dead) یک رمان جنایی نوشته شده توسط آگاتا کریستی است که در فوریه ۱۹۲۵ در آمریکا منتشر شد و در ۳ مارس همان سال در انگلستان منتشر شد.
در این داستان هرکول پوآرو و آدریان الیور نقش دارند

## خلاصه داستان
این داستان با قتل خانم مک‌گینتی یک سالمند در یک روستا شروع می‌شود و مستاجرش محکوم می‌شود در صورتی که هرکول پوآرو اعتقاد دارد که کار وی نیست. پس از آن یکی دیگر از اهالی روستا به قتل می‌رسد و داستان به ماجراهای قدیمی مرتبط می‌شود...